# Psychischer Reflexbogen
Als „Psychischen Reflexbogen“ bezeichnet Karl Jaspers (1883–1969) eine von der Leistungspsychologie geprägte elementare Betrachtungsweise komplexer seelischer Phänomene. Sie stützt sich auf das Grundschema der Neurologie, wonach einem Organismus Reize zugeleitet werden, auf die er nach innerer Verarbeitung infolge eines Erregungsvorgangs reagiert. Dieses physiologische Schema wird mit dem Begriff des psychischen Reflexbogens vom Rückenmark auf das Gehirn übertragen.

## Begriffliche Differenzierung
Stellen nervöse Reaktionen psychisch motivierte Antworten dar, so kann es sich dabei um kognitive Fähigkeiten wie Gedächtnisleistungen, Wahrnehmungen sowie um Orientierungsleistungen, aber auch um bestimmte Auffassungen, Denkakte, Urteilsbildungen sowie um gezielte Bewegungen und um Sprache handeln. Mit der Vorstellung eines „psychischen Reflexbogens“ wird das vereinfachende neurologische Schema reizvermittelter Reaktionen auf das Seelenleben ausgedehnt. Der „psychische Reflexbogen“ stellt damit einen sog. „höheren“ Reflexbogen oberhalb des psychophysischen Niveaus bzw. auf der Höhe des bewussten Wahrnehmens dar. Die Verschaltungen von Nervenbahnen auf der Ebene des Rückenmarks werden durch den Begriff des psychischen Reflexbogens auf das Großhirn übertragen. In anatomischer Hinsicht lassen sich auch gewisse entwicklungsgeschichtlich bedingte Ähnlichkeiten zwischen Großhirn und Rückenmark feststellen, siehe Kap. Neurologisches Grundschema. Höhere Zentren vermögen niedrigere Bahnen zu beeinflussen. Aufgrund dessen ergeben sich neue spezielle Fragestellungen, vor allem lokalhistorischer Art innerhalb des ZNS. Auf diese Fragen können wissenschaftliche Antworten gesucht werden. Jede Annahme vereinfachender Sichtweisen erfordert jedoch auch eine kritische Haltung zu dieser modellhaften Theorie.

## Urheber des Begriffs
Jaspers benennt Carl Wernicke (1848–1905) als Urheber des Begriffs „psychischer Reflexbogen“. Wernicke gilt als bedeutender Vertreter einer Lokalisationslehre psychischer Symptome. Er entdeckte die sensorische Aphasie und deren Lokalisation im linken Schläfenlappen. Wernicke kann damit als Urheber einer „Psychoreflexologie“ angesehen werden, die von Iwan Petrowitsch Pawlow (1849–1936) und Wladimir Michailowitsch Bechterew (1857–1927) weitergeführt wurde. Allerdings gebrauchte bereits Wilhelm Griesinger (1817–1868) den Begriff der psychischen Reflexaktionen. Als Zweck seiner entsprechenden Schrift gab er an,

„die Parallelen zwischen den Actionen des Rückenmarks (mit denen der Medulla oblongata) und denen des Gehirns, sofern es Organ der psychischen Erscheinungen im engeren Sinne ist, hervorzuheben, ...“

## Neurologisches Grundschema

Rückenmarksquerschnitt: Darstellung des afferenten (blau) und efferenten Schenkels (rot) eines Reflexbogens (ohne Rezeptor und Effektor)

Anhand des neurologischen Grundschemas sollen psychische Funktionen mit Reflexen als einfache und stereotype neurophysiologische Funktionen verglichen werden. Das Reflexgeschehen lässt wie oben (nach Jaspers) dargestellt eine Dreiteilung zu. Die Dreiteilung ist auch von Hermann Voss und Robert Herrlinger übernommen.
1. Afferente Nervenbahn mit Aufnahme und Übertragung eingehender (zentripetaler) Reize – hier etwa: Rezeptoren, Reizleitung über die Sinnesorgane, Motivation usw.
2. Verarbeitung und Koordination eingehender Signale – hier etwa: die sinnliche Wahrnehmung, das Bewusstwerden von Erinnerungen usw.
3. Efferente Nervenbahn mit ausgehenden effektorischen (zentrifugalen) Impulsen: - hier etwa Erkenntnis, Willensbildung, Antriebe usw.

Zu 1. Afferenzen
Die korrespondierenden bewusstseinsvermittelnden Organe stellen in erster Linie die Sinnesorgane dar. Entsprechen diese der klassischen Vorstellung der „5 Sinne“? An die Stelle sensibler Reizung, wie sie auf der Stufe des Rückenmarks stattfindet, treten im Großhirn die sensorischen Projektionsbahnen. Ist die strukturelle Gliederung der Neuronenketten des Rückenmarks auch auf das Gehirn zu übertragen? Werden die zentripetalen Reize der Sinnesorgane ähnlich wie die sensiblen Reize über die hinteren Wurzeln des Spinalnervs im Rückenmark auch über die „hinteren“ (occipitalen) Gehirnabschnitte übertragen? Diese Frage stellt sich vor allem auch, weil sowohl Gehirn wie auch Rückenmark aus dem für beide Abschnitte des ZNS gemeinsamen Neuralrohr hervorgehen. Zur funktionellen Gliederung des Neokortex ist nach Peter Duus die Lage der primär rezeptorischen Anteile in der Parietal-, Occipital- sowie der Temporalrinde beachtenswert.
Zu den klassischen „5 Sinnen“ wie Sehen, Hören, Riechen, Schmecken und Fühlen müssen aus neuroanatomischer Sicht auch aus unterschiedlichen propriozeptiven und exterozeptiven Afferenzen zusammengesetzt Gleichgewichtssinn und die zentripetalen Nervenimpulse aus den viszerozeptiven Afferenzen der Eingeweide gezählt werden.
Zu 2. Verarbeitung
Zentren des Großhirns zur Verarbeitung von Sinnesleistungen stellen die sensorischen Projektionszentren dar. Sie sind nach neurologischer Sichtweise auf in den hinteren Großhirnabschnitten lokalisiert. Sie liegen in den occipitalen, temporalen und parietalen Gehirnabschnitten. Insofern stellt sich die Frage, ob der Bauplan des Rückenmarks auch im Großhirn erkennbar ist. Auch die sensiblen Reize im Rückenmark werden einer Verarbeitung im zentralen Höhlengrau zugeführt.
Die Verarbeitung der eingehenden sensorischen Signale findet nach der Vermittlungstheorie in den entsprechenden Modulen des Gehirns statt. Der Aufbau des Großhirns ist durch entsprechende „Zwischenschichten“ bestimmt, in denen die reizverarbeitenden Aktivitäten ablaufen. 99,9 % aller Neuronen der Hirnrinde sind diesen Aufgaben gewidmet. Sie bilden als Interneurone die kortiko-kortikalen Bahnen und stellen damit die Hauptmasse des Großhirns dar.
Zu 3. Efferenzen
Dennoch ist sogar der Aufbau des Gehirns zweifellos bestimmt durch das oben erwähnte neurologische Grundschema. Dieses Schema ist orientiert am Reflexbogen, wie er im Rückenmark verfolgt werden kann. An die Stelle elementarer sensibler Reizung, wie sie im Rückenmark übertragen wird (protopathische und epikritische Sensibilität), kann im Bereich des Gehirns, also oberhalb des psychophysischen Niveaus, etwa ein Erinnerungsbild treten, an die Stelle motorischer Erregung im Rückenmark eine Bewegungsvorstellung im Gehirn.
Parallelen zwischen dem Aufbau des Rückenmarks und dem des Gehirns bestehen auch insofern, als im Gehirn ähnlich wie im Rückenmark der Eingang von sensorischen Erregungen im hinteren (occipitalen und parieto-temporalen) Hirnabschnitten lokalisiert ist und die ausgehenden Erregungen der Willensleistungen als psychisch gesteuerte Signale im vorderen (frontalen) Abschnitt gelegen sind.

## Behavioristische Prägung
Hans Walter Gruhle (1880–1958) hält die Übertragung des Reflexgeschehens auf die Psychologie als Vorstoß der Naturwissenschaften auf das Gebiet der Psychologie. Er steht dem Behaviorismus und der Tierpsychologie kritisch gegenüber. Der Behaviorismus befinde sich bei Tierexperimenten in der ausweglosen Alternative, entweder unwesentliche Verhaltensweisen zu beschreiben oder anthropomorphe Interpretationen abzugeben. Wilhelm Dilthey (1833–1911) habe versucht, die Geisteswissenschaften von den Naturwissenschaften abzugrenzen.
Der Begriff des psychischen Reflexbogens erscheint u. U. als Ausdruck einer behavioristischen Einstellung. Nicht alle infrage kommenden Reaktionen, aber doch eine Vielzahl von ihnen sind einer objektivierbaren Beobachtung bzw. einer apparativen Messung zugänglich. Sie beruhen jedoch z. T. auch auf erlebnisbezogen Fähigkeiten und müssen somit einer subjektiven Psychologie zugerechnet werden. Der Behaviorismus ist als eine am Laboratorium orientierte Disziplin aufzufassen, die erlebnisbezogene Fähigkeiten des Gehirns als Black Box ansieht. Im Laboratorium sollen subjektive Einflüsse ausgeschaltet werden.

## Resultate des Reflexmodells
Die Resultate des Reflexmodells auf psychischer Ebene sind darin zu sehen, dass es zur Beschreibung von neuropsychologischen Syndromen kam als Ausdruck von im Großhirn lokalisierbaren Schaltzentren.

## Kritik
Kritik ist an den Auffassungen Wernickes zu üben, insofern sie zu einer übermäßigen Verallgemeinerung, ja Verabsolutierung führten. Ausdruck dieser Überschätzung ist der Satz Wernickes: „Die Analyse der Aphasie gibt uns das Paradigma für alle geistigen Vorgänge.“ Er wurzelt in dem Satz Griesingers, „Geisteskrankheiten sind Gehirnkrankheiten“. Demgegenüber sind auch psychische Allgemeinsymptome hervorzuheben, die keineswegs als Ausdruck einer lokal umschriebenen Gehirnaffektion zu werten sind. Nicht alle Geisteskrankheiten sind als exakt lokalisierbare Gehirnleiden zu bezeichnen.